# Virginie Ancelot

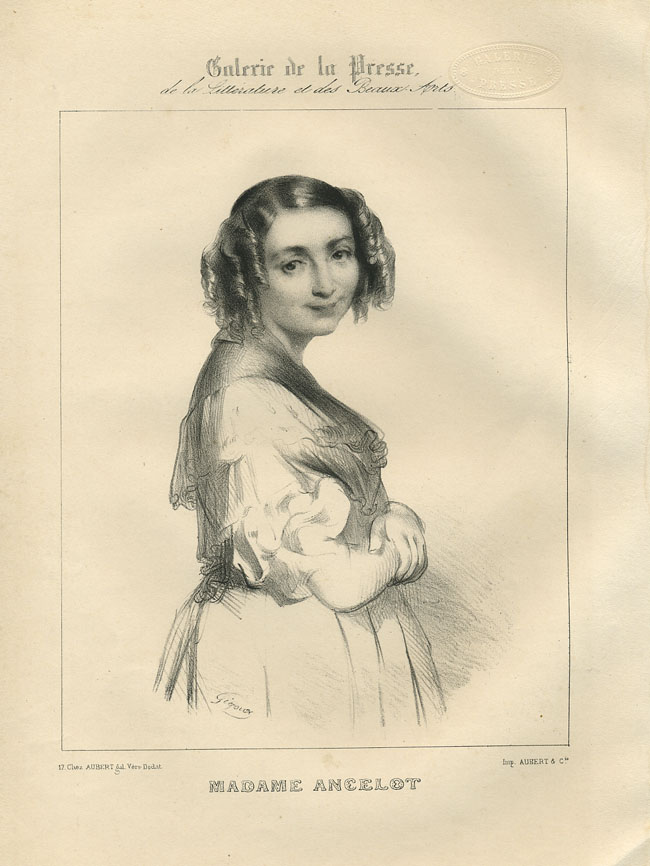
Virginie Ancelot, Lithografie von Marie-Alexandre Alophe

Virginie Ancelot (eigentlich Marguerite-Louise Ancelot; * 15. März 1792 in Dijon; † 21. März 1875 in Paris) war eine französische Schriftstellerin und Malerin.
Ancelot stammte aus einer alteingesessenen Familie in Dijon, ihr Vater war der Abgeordnete N. Chardon.
Mit zwölf Jahren durfte Ancelot 1804 nach Paris, um in verschiedenen Ateliers die Malerei zu erlernen. Dort lernte sie um 1816/17 den Schriftsteller Jacques-François Ancelot kennen und heiratete ihn 1818. Mit ihm hatte sie eine Tochter, Louise-Edmée, die später den Juristen Charles Lachaud (1817–1882) heiratete.
Bis zum Tod ihres Ehemannes 1854 war ihr Salon in der Rue de Lille (Paris) ein beliebter wöchentlicher Treffpunkt von Schriftstellern und Künstlern. Danach zog sie sich mit der Zeit aus der Öffentlichkeit zurück und widmete sich neben ihrem Enkel nur noch dem Schreiben.

## Werke (Auswahl)
Theaterstücke
- Le château de ma nièce. Un acte. 1837
- Clémence ou la fille de l’avocat. 1839
- Isabelle ou deux jours d’experience. Un acte. 1838
- Madame Roland. 1843
- Marguerite. 1840

Romane
- Émerance. 1841
- Une famille parisienne au XIXe siècle. 1857
- La fille d’une joueuse. 1858
- Méderine. 1843
- Renée de Varville. 1853